# Malaguti

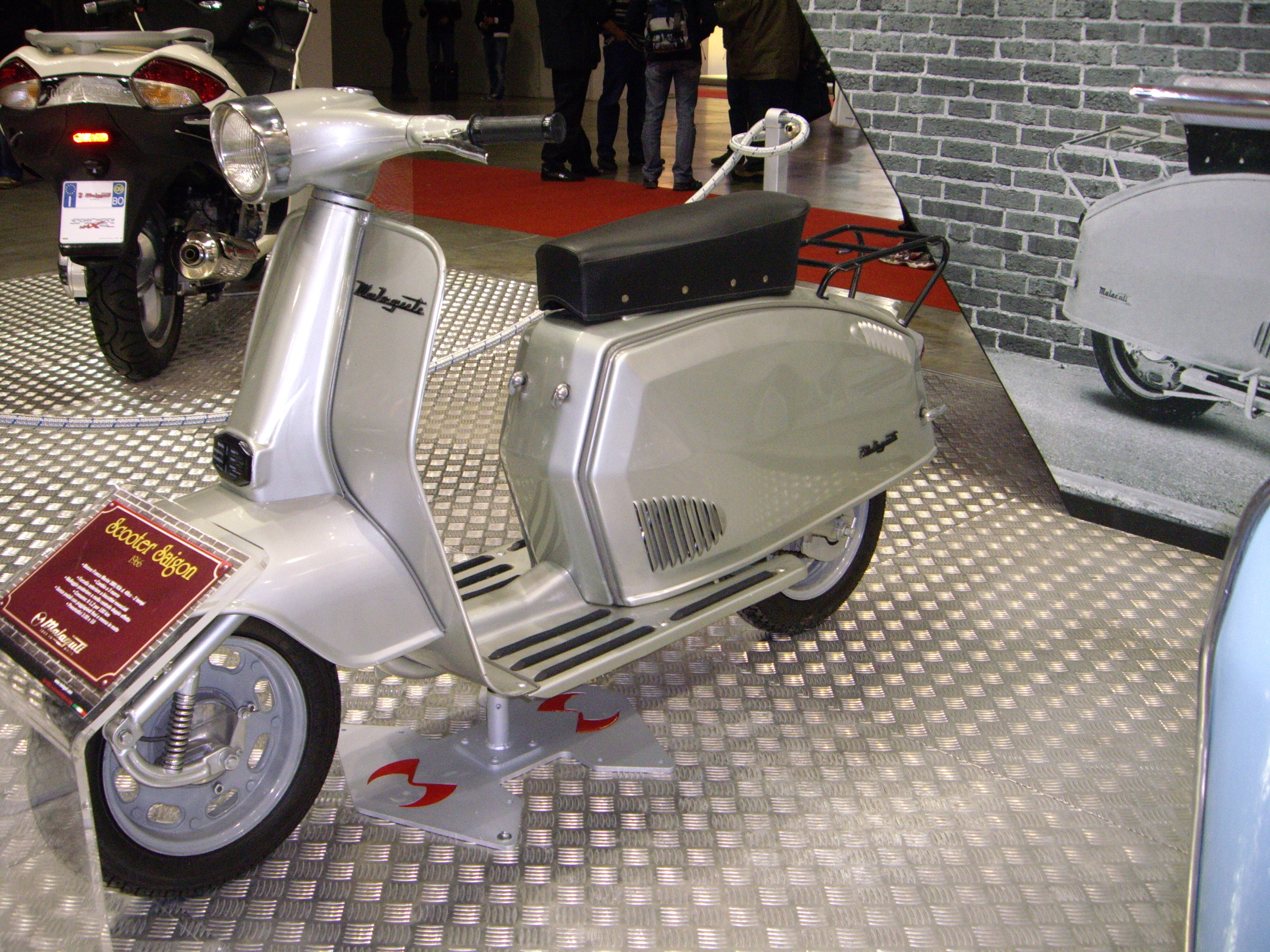
Skoter från Malaguti från 1966

Malaguti är ett italienskt företag som tillverkar skotrar och motorcyklar. Företaget bildades 1930.